# مارساسكالا
مارساسكالا أو وادي العين (بالمالطية: Marsaskala أو Wied il-Għajn) هي بلدية في مالطا، تتبع South Eastern District ‏، بلغ عدد سكانها 12٬134  نسمة، في 31 مارس 2014، تبلغ مساحتها 5٫4 كيلومتر مربع.

## مدن توأم
المدن التوأم:
- هوفاليز
- ألتيا
- باد كوتزتينغ
- بيلاجيو
- بوندوران
- غرانفيل
- هولستيبرو
- ميرسن
- Niederanven [الإنجليزية]‏
- بروزة
- Sesimbra [الإنجليزية]‏
- Sherborne [الإنجليزية]‏
- كاركيلا
- Oxelösund [الإنجليزية]‏
- يودنبورغ
- خوينا
- كوسيغ
- سيغولدا
- سوشيتسا
- Türi [الإنجليزية]‏
- زفولن
- بريناي
- سيريت
- Agros, Cyprus [الإنجليزية]‏
- شكوفجا لوكا
- تريافنا.